# Los Incas
Los Incas is een volksmuziekgroep uit de Andes. De band werd in 1956 opgericht in Parijs door de Argentijnse muzikant Jorge Milchberg. De band staat soms ook bekend als "El Inca" of "Urubamba". 
Ze zijn vooral bekend door het begeleiden van Simon & Garfunkel op het nummer "El Cóndor Pasa (If I Could)" van het album Bridge Over Troubled Water. De basis voor dit nummer is al in 1913 gelegd door de Peruvaanse songwriter Daniel Alomía Robles. In 1965 traden Simon & Garfunkel en Los Incas beiden op in het Parijse Théâtre de l'Est parisien, waarna een vriendschap tussen Simon en Los Incas ontstond. Bij dat concert speelde Los Incas ook een instrumentale versie van El Cóndor Pasa.
Simon produceerde het volgende album van Los Incas. De band speelde mee op "El Cóndor Pasa (If I Could)", waarbij Simon "If I Could" aan de titel toevoegde en tekst bij de muziek schreef. Dit nummer werd een wereldwijde hit. Door het succes van deze versie behaalde ook de versie van Los Incas in 1970 de vijfde positie in de Top 40.
Later verzorgden ze de begeleiding op het nummer "Duncan" dat op Simon's tweede soloalbum Paul Simon stond. Begin jaren zeventig speelde de band, onder de naam Urubamba, mee bij de tournee van Simon, waarvan live-registraties verschenen zijn op het album Live Rhymin'. Tot 1982 bracht de band onder deze nieuwe naam albums uit, daarna keerde ze terug naar de originele naam Los Incas.

## Bezetting
- Jorge Milchberg - charango
- Rob Yaffee - cello
- Olivier Milchberg - gitaar, quena
- Lupe Vega - zang
- Juan Dalera - quena
- Moises Arnaiz - gitaar
- Jorge Transante - percussie
- Carlos Miguel Benn

## Discografie
- Chants et Danses d'Amérique Latine, 1956
- L'Amérique du Soleil, 1960
- Terres de Soleil, 1962
- Amerique Latine, 1964
- Speciale dans (EP), 1965
- Bolivia, 1965
- Perou, 1965
- Succés Originaux, 1967
- Le Rapace (EP), 1967
- Los Inca's, 1968
- Inedits, 1969
- El Condor Pasa, 1970
- El Viento, 1971
- Speciale dans (EP 2), 1972
- La Fiesta, 1973
- Urubamba (als Urubamba), 1974
- Rio Abierto, 1977
- Un Pedazo de Infinito (als Urubamba), 1982
- Alegria, 1988
- La Porte du Silence, 1990
- La Plume de l'Oeuf, 1991
- Los Incas en Concert, 2000 (live-album)
- El Ultimo, 2002
- Salvados del Olvido, 2011

#### NPO Radio 2 Top 2000
Van Los Incas stond alleen El cóndor pasa in 2003 in de NPO Radio 2 Top 2000, op plek 1873.